# 卫理公会大巴窑礼拜堂
卫理公会大巴窑礼拜堂（Toa Payoh Chinese Methodist Church，TPCMC）是新加坡的一座卫理公会教堂，建于1973年9月2日，位于大巴窑地铁站的对面。

## 历史
1971年8月9日，在思珍堂成立建堂委员会，以进行筹款及教堂蓝图绘制工作，福灵堂被选为负责建堂的堂会，其他赞助的堂会有：思珍堂、甘榜加卜堂。 1973年8月，建堂工程完成。
1973年9月2日，华语崇拜开始。当时崇拜会众有数十个，包括福灵堂的一些弟兄姐妹也来参与。 1974年3月，华语崇拜改为华夏语崇拜，获得福灵堂、巴耶黎峇堂、天恩堂的协助带领。1977年8月14日，正式成立牧区议会，正式的会友有一百四十位。
1980年7月6日，增设一堂华语崇拜。1998年，华语崇拜改为华英语崇拜。2004年9月，华英语崇拜重新定位，取名为新生命崇拜。
2008-2010年，教会扩建。扩建后，教会的设施更完善，空间更宽敞，可以更好地牧养信徒，拓展福音事工和社区服务。
2010年10月，华夏语崇拜改为华语崇拜，华语崇拜使用新圣殿。与此同时，增设福建崇拜，福建崇拜使用小圣殿。
2011-2016年，第一个六年计划，总目标为"提升崇拜，坐满圣殿"。
2018-2023年，第二个六年计划，总主题为"兴起发光"。2018年7月，崇拜时间更换，让各崇拜更好善用早晨时段：星期天早上9时华语崇拜、福建崇拜，早上11时新生命崇拜。
2018-2020年，教会第二次扩建，以便更有效地关怀社区，传扬福音，塑造门徒。扩建后，教会有新崇拜厅、新副堂、新设施、新科技。
2020年4月，线上崇拜开始。
2023年9月，教会庆祝建堂50周年。
2025-2030年，第三个六年计划，总主题为"归属 相信 成为"。